# 派德鄉
58°53′N 25°34′E / 58.883°N 25.567°E
派德鄉，曾是愛沙尼亞耶爾瓦縣的一個鄉村型市镇，位於該國中部，行政中心設於派德，面積300平方公里，2004年人口1,935，人口密度每平方公里6.5人。
2017年爱沙尼亚行政改革后，派德乡村型市镇和其他市镇合并为新的派德城市型市镇。